# ایسکیا دی کاسترو
ایسکیا دی کاسترو (به ایتالیایی: Ischia di Castro) یک کومونه در ایتالیا است که در استان ویتربو واقع شده‌است.

## خصوصیات
ایسکیا دی کاسترو ۱۰۴٫۹ کیلومترمربع مساحت و ۲٬۴۴۴ نفر جمعیت دارد و ۳۸۴ متر بالاتر از سطح دریا واقع شده‌است.